# Talteknologi
Talteknologi har som mål utarbeta gränssnitt mellan maskiner och människor som baseras på tal.
Området bygger på tvärvetenskaplig forskning mellan språkteknologi, lingvistik, statistik, datavetenskap/datatekniker, kognitiv psykologi, artificiell intelligens, med mera.
Det finns flera delområden inom talteknologi, bland annat talsyntes och taligenkänning.